# Cordeleboea nasuta
Cordeleboea nasuta là một loài tò vò trong họ Ichneumonidae.